# Ариокарпус растрескивающийся
Ариокарпус растрескивающийся (лат. Ariocarpus fissuratus) — суккулент, вид рода ариокарпус (Ariocarpus) семейства Кактусовые (Cactaceae). Произрастает в северной Мексике и Техасе (США).

## Ботаническое описание
Ариокарпус растрескавшийся — кактус приплюснуто-шаровидной формы. Стебель полностью покрыт розетками мясистых, дельтовидных бугорков, растущих от большого стержневого корня. Как правило, одиночное растение, редко даёт боковые побеги из старых ареол. Цвет растения серовато-зелёный, с возрастом иногда приобретает желтоватый оттенок. Скорость роста крайне медленная. Ариокарпус растрескавшийся естественным образом замаскирован в своей среде обитания, поэтому его трудно обнаружить. Розоватые цветки распускаются в октябре и начале ноября. Плоды белые или зелёные с большим количеством семян.

Ariocarpus fissuratus
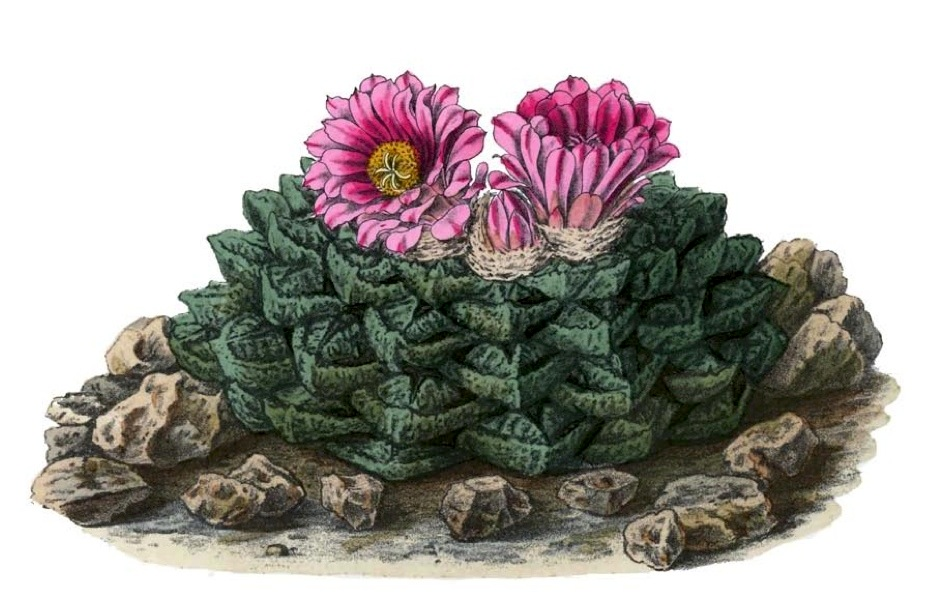
Иллюстрация 1904 года
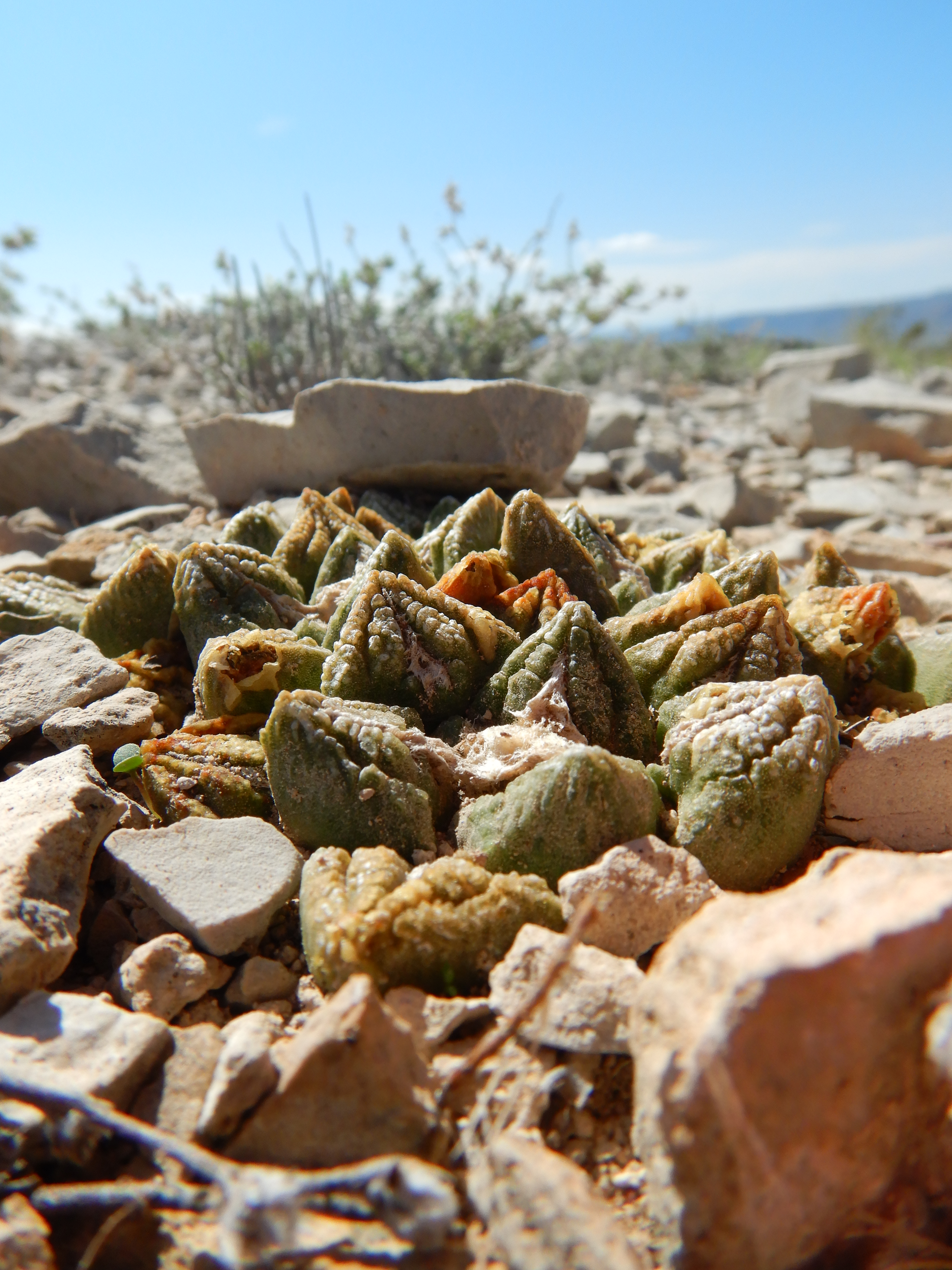
В природе
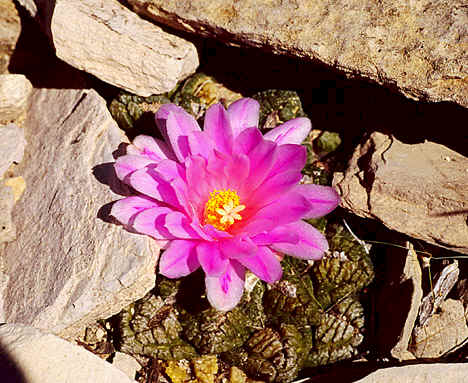
Цветущий кактус
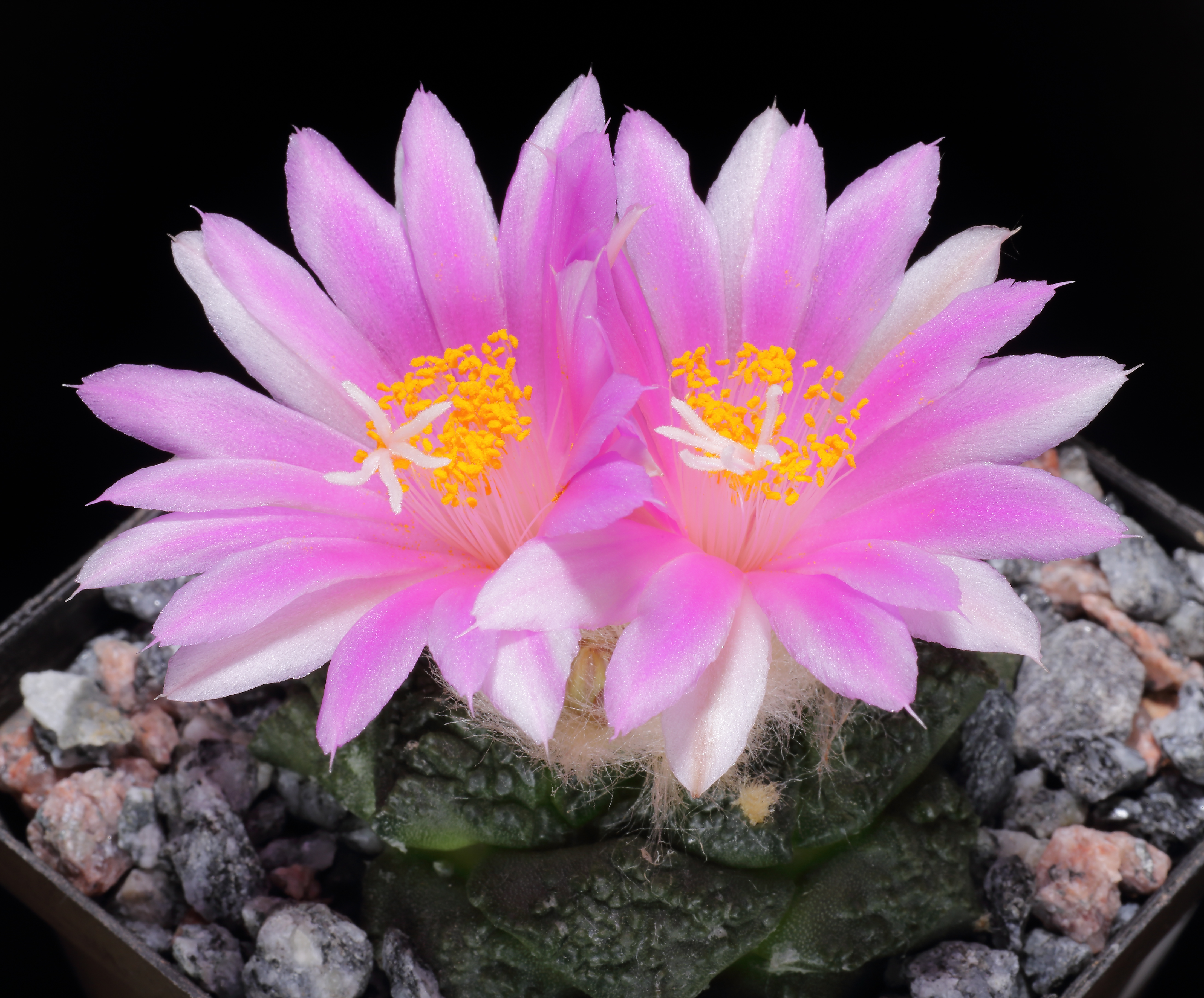
Цветки в культуре

## Распространение и местообитание
Вид произрастает в северной Мексике и Техасе (США).

## Культивирование
При выращивании этот кактус часто прививают на более быстрорастущий столбчатый кактус для ускорения роста, поскольку ариокарпусу растрескавшемуся обычно требуется не менее десяти лет, чтобы достичь зрелости самостоятельно. Вид требует очень мало воды и удобрений, хорошее освещение и рыхлую песчаную почву с хорошим дренажем.

## Охранный статус
Десятки тысяч этих охраняемых кактусов ежегодно нелегально выкапываются в Техасе. Браконьерство распространилось даже на национальный парк Биг-Бенд. Контрабандисты собирают целые популяции этого вида, прежде всего для сборщиков, в основном в Европе и Азии. Потеря такого широкого диапазона генетических вариаций снижает шансы вида на выживание в будущем. По данным Министерства юстиции США, кактус находится под защитой Конвенции о международной торговле видами дикой фауны и флоры, находящимися под угрозой исчезновения (СИТЕС).
Международный союз охраны природы классифицирует природоохранный статус вида как «вызывающий наименьшие опасения».

## Применение
Ariocarpus fissuratus — уникальный вид, поскольку он использовался индейскими племенами в качестве психоактивного вещества, обычно только как заменитель пейота (Lophophora williamsii). Хотя ариокарпус растрескавшийся не содержит таких мескалиноподобных веществ, как пейот, было обнаружено, что он содержит другие биологически активные вещества, такие как биогенные амины N-метилтирамин и горденин, хотя и в слишком малых дозах, чтобы быть активными.